# 1140년

## 연호
- 남송(南宋) 소흥(紹興) 10년
- 금(金) 천권(天眷) 3년
- 일본(日本) 호엔(保延) 6년
- 서하(西夏) 대경(大慶) 원년
- 리 왕조(李朝) 티에우민(紹明) 3년 / 다이딘(大定) 원년

## 기년
- 남송(南宋) 고종(高宗) 14년
- 금(金) 희종(熙宗) 6년
- 고려(高麗) 인종(仁宗) 18년
- 서하(西夏) 인종(仁宗) 원년
- 리 왕조(李朝) 영종(英宗) 3년